# Al-Haramain
Al-Haramain Islamiska Stiftelse (arabiska: مؤسسة الحرمين الخيرية), oftast bara al-Haramain, grundad 1988 i den pakistanska staden Karachi, var en muslimsk välgörenhetsorganisation och stiftelse baserad i Saudiarabien, som påstods vara en front för den internationella terroristorganisationen al-Qaida. Även om alla åtal lades ned av en federal domare är stiftelsens verksamhet numera förbjuden i hela världen efter beslut av FN:s säkerhetsråd. Al-Haramain hade kopplingar till bland annat Egyptiska Islamiska Jihad, Jemaah Islamiyah, Lashkar-e-Taiba och Hamas.
Office of Foreign Assets Control i USA:s finansdepartement (United States Department of the Treasury) hade redan förbjudit olika grenar av denna organisation vid olika tillfällen, bland annat den amerikanska grenen den 9 september 2004. Under olika namn hade al-Haramain filialer i Afghanistan, Albanien, Bangladesh, Bosnien och Hercegovina, Komorerna, Etiopien, Indonesien, Kenya, Nederländerna, Nigeria, Pakistan, Somalia, Tanzania och USA. Den amerikanska grenen av stiftelsen verkade i Ashland, Oregon och Springfield, Missouri. FN har ett personligt embargo mot två styrelseledamöter av dessa två grenar, Suliman al-Buthe och schejk Aqeel Abdul Aziz al-Aqil, den senare en av de viktigaste finansiärerna av Usama bin Ladins terrornätverk.

## I Sverige
Al-Haramain var också aktiva i Sverige. År 2002 försökte man ta kontroll över Islamic Center i Malmö med villkorat ekonomiskt som tackade nej på grund av de villkor som då vridit moskén i konservativ riktning. Al-Haramain byggde islamiska center och moskéer och distribuerade översättningar av Koranen på engelska och andra språk. Enligt sina stadgar hade de som mål att "etablera den rätta läran i hjärtat på muslimer" över hela världen. Den "rätta läran" innebar den stränga wahhabismen, den islamiska fundamentalism som är statsreligion i Saudiarabien. En närbesläktad stiftelse till al-Haramain, Al-Risalah Skandinaviska Stiftelse, stöder Al-Salamskolan i Örebro med 100 000–150 000 kronor i bidrag per år. Islamiska kulturföreningen på Rosengård är en annan av de svenska muslimska församlingar som öppet samarbetat med al-Haramain.

### Ledarskap
- Akil al-Akil, ordförande år 2000.[6]